# Rodrigo Aguirre
Rodrigo Aguirre (Montevidéu, 1 de outubro de 1994) é um futebolista uruguaio que atua como atacante. Atualmente joga pelo América.

## Carreira

### Categorias de base
Nascido e criado em Montevidéu, Rodrigo Aguirre começou a jogar futebol ainda muito pequeno. Aos oito anos, transferiu-se do Club Social y Deportivo Iriarte rumo à Asociación Cultural y Deportiva 3 de Abril, clube por onde passaram jogadores renomados do futebol uruguaio, como Gustavo Varela, Leonel Pilipauskas e, especialmente, Maxi Rodríguez. Aos doze anos, foi convidado para defender o Liverpool Fútbol Club, onde assinou seu primeiro contrato e começou sua carreira entre os profissionais alguns anos mais tarde.

### Início no Liverpool
Aguirre estreou no Liverpool de Montevidéu em 2011, quando disputou três partidas do Torneio Apertura. A partir do ano seguinte, começou a ganhar espaço entre os titulares, especialmente no segundo semestre. O primeiro gol pelo time negriazul aconteceu na Copa Sul-Americana de 2012, no empate por 1–1 contra o Envigado, fora de casa. A partir de 2013, começaram as especulações sobre uma possível transferência para o futebol europeu, mas ela só se concretizou na temporada seguinte.

### Udinese
Em abril de 2014, a Udinese desembolsou cerca de 4 milhões de euros para contratar o atacante, superando a concorrência de clubes como Monaco e Braga. À época com 19 anos, Aguirre assinou com a equipe italiana por cinco temporadas. Antes mesmo de estrear pelo time de Udine, foi repassado ao Empoli para disputar a Serie A de 2014–15. Na equipe toscana, conviveu com lesões e ficou muitas vezes no banco de reservas, deixando o clube na metade da temporada com apenas duas partidas disputadas.
De volta à Udinese, recebeu poucas oportunidades para jogar, raramente começando entre os titulares. Seu único gol pelo clube foi na derrota por 3–1 diante da Roma, no dia 28 de outubro de 2015. Sem nunca explodir, foi novamente emprestado.

### Perugia e Lugano
Em 2016, o atleta foi repassado ao Perugia, time da Serie B italiana, e, no segundo semestre, foi emprestado ao Lugano, da primeira divisão suíça.

### Nacional
Em janeiro de 2017, Aguirre fechou contrato por empréstimo com o Nacional por seis meses. De volta ao futebol uruguaio, o atacante recuperou o bom futebol, se destacando tanto no Campeonato Uruguaio quanto na Copa Libertadores. Em julho, o clube despendeu aproximadamente 150 mil dólares para prolongar seu empréstimo por mais um semestre. No mesmo mês, o jogador fez o gol do título do Torneio Intermedio, na vitória por 1–0 sobre o Defensor Sporting. No final do ano, sofreu uma lesão no menisco e retornou à Itália para operar o joelho. Como seu contrato com o Nacional acabava no dia 31 de dezembro, o atacante deixou o clube.

### Botafogo
A partir de 2018, o jogador passou a ser especulado em diversos clubes como River Plate e Emelec, ambos na Libertadores, e Los Angeles Galaxy e Montréal Impact, da MLS. Apesar disso, o jogador demonstrou interesse em defender o Botafogo, clube que enfrentara no ano anterior pela Libertadores. Após uma longa negociação, que envolveu inclusive uma proposta do rival Fluminense, Aguirre foi anunciado oficialmente pelo alvinegro em março, emprestado pela Udinese até julho de 2019. Fez sua estreia pelo clube no dia 14 de maio, na vitória por 2–1 justamente sobre o Fluminense, em jogo válido pelo Campeonato Brasileiro
Após 15 jogos de jejum, marcou seu primeiro e único gol com a camisa do clube na vitória por 2–0 sobre o Sport, no Nilton Santos, em partida do Campeonato Brasileiro. Ao final do ano, foi escalado para a seleção "Bola de Lata" do Prêmio Bola de Prata da ESPN Brasil, que reuniu os jogadores que tiveram as piores pontuações durante todo o Brasileirão. Em janeiro de 2019, pediu para deixar o Botafogo e teve o contrato rescindido.

### LDU Quito
Logo após deixar o Botafogo, foi anunciado como reforço da LDU.

## Títulos
Botafogo
- Campeonato Carioca: 2018

LDU
- Copa Ecuador: 2018–19
- Supercopa do Equador: 2020

América
- Campeones Cup: 2024